# فردریک سوانبک
فردریک سوانبک (فنلاندی: Fredrik Svanbäck؛ زادهٔ ۵ دسامبر ۱۹۷۹) بازیکن سابق و مربی فوتبال اهل فنلاند است.
از باشگاه‌هایی که در آن بازی کرده‌است می‌توان به باشگاه فوتبال یارو و باشگاه فوتبال هلسینگبورگس اشاره کرد.
وی همچنین در تیم ملی فوتبال فنلاند بازی کرده‌است.